# Madison Hu
 (novembre 2017).
Si vous disposez d'ouvrages ou d'articles de référence ou si vous connaissez des sites web de qualité traitant du thème abordé ici, merci de compléter l'article en donnant les références utiles à sa vérifiabilité et en les liant à la section « Notes et références ».
Pour les articles homonymes, voir Hu.
Madison Hu, née le 2 juin 2002 au Texas (États-Unis), est une actrice américaine.

## Biographie
Elle a joué le rôle de Marci dans la série de Disney Channel Best Friends Whenever. Elle a également obtenu l'un des rôles principaux dans une autre série de Disney Channel, Frankie et Paige, où elle interprète le rôle de Fransceca « Frankie » Wong.

## Filmographie

### Cinéma
- 2013 : Bad Words : Ling Quan
- 2020 : Remnants of the Fallen : Chelsea Nevins
- 2021 : Voyagers : Anda
- 2023 : The Boogeyman de Rob Savage : Bethany

### Télévision

#### Séries télévisées
- 2014 : Les Goldberg : Debbie
- 2014 : Tosh.0 : Katie
- 2015–2016 : Best Friends Whenever : Marci
- 2015 : Grace et Frankie : Spelling Bee Girl
- 2015 : The Kicks : Kara
- 2016–2019 : Frankie et Paige : Frankie Wong
- 2018 : The Misadventures of Psyche & Me : Jessica
- 2024 : Les Frères Sun : Grace